# Bullionismo
Il bullionismo è una dottrina economica elaborata nell'ambito del mercantilismo, secondo la quale la ricchezza di uno stato è data dalla quantità di moneta e di metalli preziosi che esso possiede.
Venne adottato principalmente in Spagna e prevedeva che le esportazioni venissero remunerate in moneta con base aurea e le importazioni scambiate con moneta composta da solo argento. In pratica, avendo due tipi di moneta con uguale valore nominale ma diverso valore intrinseco, facevano uscire dal paese le monete con valore intrinseco minore, mantenendo all'interno del paese quelle con valore intrinseco maggiore, ovvero quelle con base aurea.
Si tratta di una delle prime metodologie introdotte dai mercantisti al fine di massimizzare lo stock monetario, garantendo cioè l'accumulazione di metalli preziosi. Tale metodologia fondava, infatti, le sue radici sull'idea che la base monetaria dello stato fosse cronicamente scarsa, a causa del drenaggio dei metalli preziosi, dovuto sia all'importazione, sia ad alterazioni monetarie (vedi in tal proposito legge di Gresham)
Alla luce di questa impostazione, l'unica soluzione era rappresentata, a detta dei mercantilisti, dal blocco delle importazioni e dalla massimizzazione delle esportazioni.
Il bullionismo fu ben presto abbandonato in quanto analiticamente carente rispetto alla nuova impostazione mercantilista, rappresentata dalla dottrina della bilancia commerciale